# Alabonia geoffrella

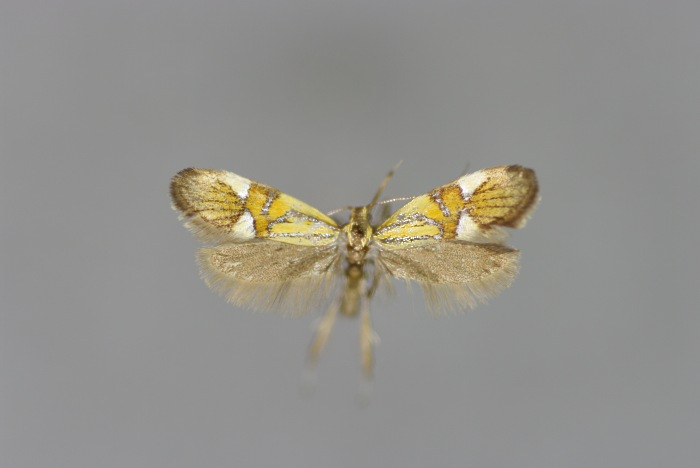
Präparat – gespannter Falter

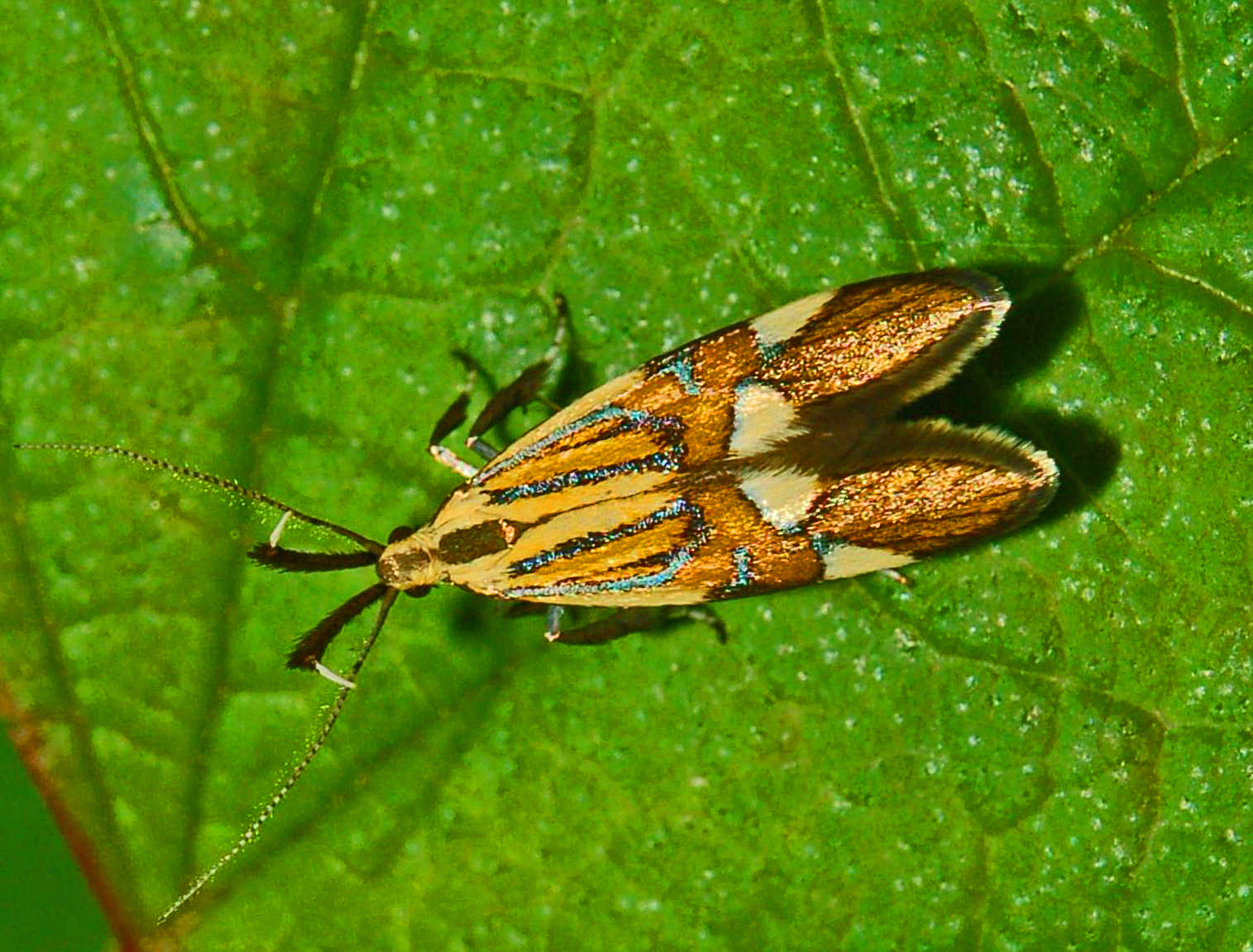
Dorsalansicht

Alabonia geoffrella ist ein Schmetterling aus der Familie der Faulholzmotten (Oecophoridae). 

## Merkmale
Die Flügelspannweite liegt zwischen 17 und 21 Millimetern. Ihre Vorderflügel besitzen ein markantes Muster aus den Farben Rotbraun, Weiß und metallisch glänzendem Blau. Bemerkenswert sind ferner die großen dunklen Labialpalpen. 

## Vorkommen
Die Art kommt in Mitteleuropa und auf den Britischen Inseln (Großbritannien und Irland) vor. Im Süden reicht ihr Vorkommen bis nach Italien und den nördlichen Balkan (Kroatien, Rumänien). In Skandinavien und auf der Iberischen Halbinsel fehlt die Art.

## Lebensweise
Den typischen Lebensraum der Motten bilden Laubwälder, Hecken und Sumpfgebiete. Die tagaktiven Schmetterlinge fliegen in den Frühjahrsmonaten Mai und Juni. Die männlichen Falter weisen ein charakteristisches Flugverhalten auf. Sie vollführen dabei Steig- und Sinkflüge. Die Raupen entwickeln sich unter der Rinde abgestorbener Bäume.

## Taxonomie
Die ursprüngliche Namenskombination der Art war Phalaena geoffrella Linnaeus, 1767.
Weitere Synonyme sind:
- Alabonia cramerella (Stoll, [1782])
- Alabonia geoffroyella (Wood, 1839)
- Alabonia gruneriella (Herrich-Schäffer, 1855)